# Porphyrophora buxtoni
Porphyrophora buxtoni är en insektsart som först beskrevs av Robert Newstead 1917.  Porphyrophora buxtoni ingår i släktet Porphyrophora och familjen pärlsköldlöss.
Artens utbredningsområde är Algeriet. Inga underarter finns listade i Catalogue of Life.